# Sardulgarh
Sardulgarh là một thị xã và là một nagar panchayat của quận Mansa thuộc bang Punjab, Ấn Độ.

## Địa lý
Sardulgarh có vị trí 29°42′B 75°15′Đ / 29,7°B 75,25°Đ Nó có độ cao trung bình là 210 mét (688 feet).

## Nhân khẩu
Theo điều tra dân số năm 2001 của Ấn Độ, Sardulgarh có dân số 16.315 người. Phái nam chiếm 54% tổng số dân và phái nữ chiếm 46%. Sardulgarh có tỷ lệ 54% biết đọc biết viết, thấp hơn tỷ lệ trung bình toàn quốc là 59,5%: tỷ lệ cho phái nam là 59%, và tỷ lệ cho phái nữ là 48%. Tại Sardulgarh, 15% dân số nhỏ hơn 6 tuổi.